# Walter Espinoza
Walter Edén Espinoza Fernández (Manágua, 6 de dezembro de 1979) é um político nicaraguense do Partido Liberal Constitucionalista (PLC).

## Biografia
Nascido no bairro de Edgar Lang, em família pobre, dedicou-se a subsistir vendendo alimentos em vários lugares de Manágua durante longas horas. Em 1996 juntou-se à juventude do Partido Liberal Constitucional (PLC). Estudou Turismo e Administração Hoteleira na Universidade de Manágua.
Nas eleições municipais de 2012 foi eleito vereador por Manágua. Quatro anos depois, nas eleições parlamentares, foi eleito deputado da Assembleia Nacional.
Em agosto de 2021, foi designado como candidato do PLC para as eleições presidenciais daquele ano. Espinoza obteve 14,15% dos votos, ficando em segundo lugar nessas eleições, foi derrotado pelo presidente Daniel Ortega. Foi acusado de ser um dos “falsos candidatos eleitorais” do governo Ortega. Depois das eleições ele passou à clandestinidade.
No momento do reembolso eleitoral, disse que a sua organização política não recebeu o reembolso, embora tenha dito desconhecer as despesas que o PLC incorreu na sua campanha, alegando atrasos no processo de tomada de posse, mas que o pagamento devem ser entregues novamente a eles.